# Château de Châtel
Pour les articles homonymes, voir Château de Châtel (homonymie).
Le château de Châtel est un château du XVIIe siècle situé dans la commune française de Chatel-Chéhéry, dans le département des Ardennes. Il est implanté au nord de la partie haute  de Chatel-Chéhéry, et domine la vallée de l’Aire.

## Description
Le corps principal de ce château, allongé du sud au nord, est en brique, avec des chaînes d’angle de pierre jaune et des croisillons sombres. Le rez-de-chaussée et les deux étages sont rehaussés d’un toit avec comble. L’ensemble domine des terrasses successives au dessus de la vallée de l’Aire, avec, plus à l’est, de l’autre côté de l’Aire, l’ancienne abbaye de Chéhéry. La construction date du début du XVIIe siècle. Au sud, un avant-corps fait saillie. Un autre pavillon est accolé au nord. Un chemin, le chemin des Vinats, démarrant peu après ce pavillon septentrional, longe la propriété et descend vers la vallée. De cette vallée, la façade du château est visible de loin : elle a constitué durant la Première Guerre mondiale une cible facile pour les artilleurs,.

## Localisation
Le château est situé dans la partie haute du village, au nord de ce village, dans une petite rue (appelée rue du Château) légèrement en contrebas de la D4 (la route menant à Cornay). De l’autre côté de la D4 se trouve un lieu-dit Le Chatelet, qui serait l’emplacement d’un château plus ancien (dont il ne reste rien).

## Historique
La propriété passe des seigneurs de Roucy aux d’Espinoy en 1666 puis aux de Salse. Pendant la Révolution, ces de Salse, qui ont également acquis une des fermes de l’abbaye, émigrent. Le château abrite des volontaires nationaux, puis est pillé en 1792 par l’armée de Condé. Une demoiselle de Salse le remet en état sous la Restauration, et cette famille le conserve jusqu’à la moitié du XIXe siècle. Ultérieurement, il devient la propriété des Chenet, et notamment du docteur Célestin Chenet mort en 1912, puis de sa fille et de son gendre,. Pendant la Première Guerre mondiale, la façade tournée vers la vallée est endommagée par un obus. Les troupes allemandes, puis les troupes américaines qui libèrent le village, évitent de s’installer en cette demeure jugée trop exposée aux tirs d’artillerie, et s’implantent de préférence à l’abbaye. Dans l’entre-deux-guerres, en 1937, le château est acquis par Auguste Huet. Une de ses héritières le cède après la Seconde Guerre mondiale à la congrégation des Pères du Saint-Esprit.  En 1994, le petit-fils d’Auguste Huet, Jacques Huet, et son épouse Simone Defacque, rachètent la propriété,  restaurent le château, et l’aménagent en partie en gîte et chambres d’hôte. En 2014, leur fille Nathalie accompagnée de son mari Samuel Cathrinet prennent le relais.